# Батуханов, Никита Фёдорович
Никита Фёдорович Батуханов (монг. Эрдэнэбатхаан, Эрдэни-Батухан; 1888 — 5 января 1942) — второй министр народного просвещения МНР. Отец монгольской актрисы и драматурга Эрдэнэбатын Оуюн.

## Биография
Родился в 1888 году в улусе Нижняя Тарас-Баханского хошуна Балаганского района Иркутской губернии Российской империи. В 1914 году приехал в Ургу. В 1920 году на свои средства издал 5 000 экземпляров учебников чтения для школьников. 24 марта 1921 года был назначен первым секретарём монгольского Народного правительства. В ноябре 1921 года в качестве переводчика присутствовал на переговорах В. И. Ленина и Д. Сухэ-Батора с С. Данзаном по подписанию советско-монгольского договора о дружбе.
В 1924 году стал членом Малого государственного хурала, а в декабре был назначен министром просвещения МНР. В 1926 году лично сопроводил 35 учеников первой монгольской средней школы на дальнейшую учёбу в Германию и Францию. В советском полпредстве Берлина, куда Батухан приехал за школьным оборудованием, познакомился с гражданской женой Максима Горького М. Ф. Андреевой, которая посоветовала ему обратиться к Горькому за советами по вопросам организации образования в МНР. В результате завязавшейся переписки в августе 1926 года Батухан приехал к Горькому в Сорренто.
В 1929 году, как инакомыслящий, был вместе с Ц. Ж. Жамцарано выслан из страны. Будучи доцентом ленинградского Восточного института, снимался на киностудиях «Востокфильм» и «Союздетфильм». В 1933 году обучался там вместе с Ц. Дамдинсурэном; в 1934 году окончил образование. Репрессирован в 1939 году, скончался 5 января 1942 года в Вятлаге. Реабилитирован в 1956 году.